# 王生明路
王生明路（Wangshengming Rd.）是高雄市鳳山區的南北向道路之一，命名源自一江山島戰役陣亡的中華民國陸軍少將（追晉）王生明。全線均位於鳳山區，並屬市道183甲線。起端於中山路與中山東路口，末端止於國泰路、維武路口。續行接鳳頂路經中正預校可通往過埤、台88線鳳山交流道、小港區及高雄國際機場。

## 行經行政區域
- 鳳山區

## 歷史
王生明路通車長度原有4公里，但由於住戶有更名意願，使得大部分路段陸續併入新命名的鳳頂路，現長度已銳減至700公尺。

## 沿線設施

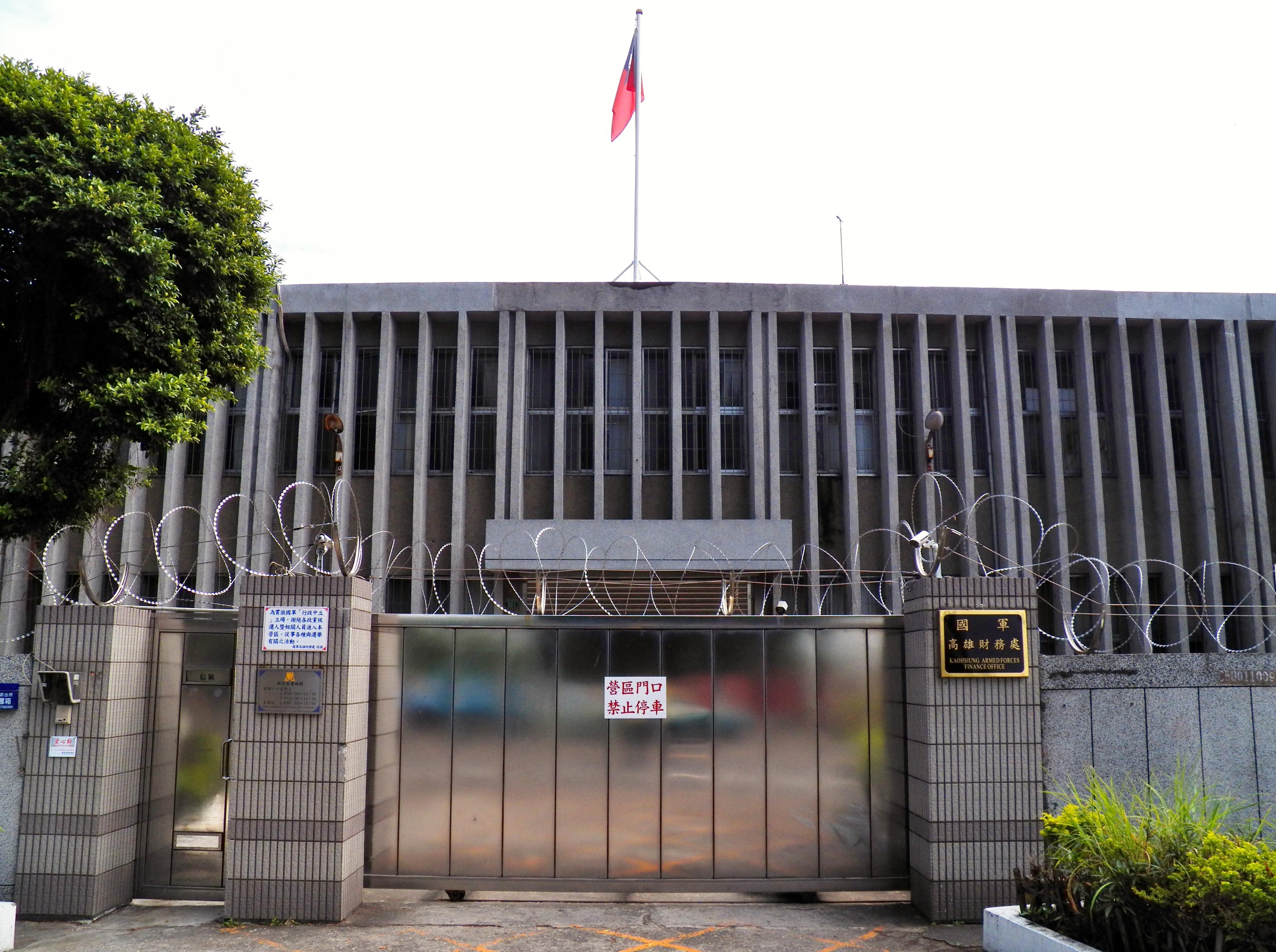
國軍高雄財務處

（由北至南）
- 中山路
- 百姓公福德祠（王生明路150之6號）
- 高雄市鳳山區生明社區發展協會[4]
- 聯勤國軍第二育幼院（王生明路1號）
- 國防部財務中心國軍高雄財務處（王生明路2之5號）